# 3522 Becker
A 3522 Becker (ideiglenes jelöléssel 1941 SW) a Naprendszer kisbolygóövében található aszteroida. Yrjö Väisälä fedezte fel 1941. szeptember 21-én.